# ワライタケ
ワライタケ（笑茸、学名: Panaeolus papilionaceus）は Galeropsidaceae科ヒカゲタケ属の小型の毒キノコ（菌類）。幻覚作用のあるシロシビンを含有する。世界中に広く生育する。
傘径2～4cm、柄の長さ5～10cm。春～秋、牧草地、芝生、牛馬の糞などに発生。しばしば亀甲状にひび割れる。長らくヒカゲタケ (Panaeolus sphinctrinus) やサイギョウガサ（Panaeolus retirugis）、P. campanulatusと区別されてきたが、これら4種は生息環境が違うことによって見た目が変わるだけで最近では同種と考えられている。
菌類学者の川村清一著『食菌と毒菌』によれば、古い文献にみられる笑茸を探しており、1917年（大正6年）の石川県における玉田十太郎とその妻が、隣人からもらったというキノコ3本を汁に入れて食べたところ、二人とも悪酔い状態になり、歌ったり踊ったり、妻が裸で踊るやら、三味線を弾くマネをしながら笑い出すやらの大騒ぎだったとあり、 Panaeolus papilionaceus だと同定しワライタケと命名した。その3年前の『サイエンス』にはアメリカ、メイン州における男女の中毒例の記載があり、ピアノを弾いたり飛んだり跳ねたりおかしくてたまらず、部屋の花束が自分を巻いているようだというような幻覚が起きたという。この時点では、他にも同様の作用を起こすキノコがあるのではと考えており、ほどなくして1922年、（別の種である）オオワライタケ Gymnopilus junonius を確認した。

## 分布・生態
汎世界的に分布する。日本では、6月から10月の本州に発生し、北海道、沖縄の庭の菜園でも観測されている。
腐生菌（腐生性）。春から秋にかけて、牧草地、芝生、牛馬や草食獣の糞上、肥沃な土地の畑地などに単生から群生する。

## 形態
子実体は傘と柄からなる。傘は半球形から鐘形になり、しばしば中央部がやや膨らむ。傘表面は淡灰色から淡褐色で、中央部がやや黄土色を帯び、平滑であるものやしばしば不規則な亀裂が入るものがある。傘の縁はヒダの端より突出し、白色の皮膜の名残をつける。ヒダは灰色で、のちに胞子が成熟すると灰色の斑模様が生じて全体に黒色になる。ヒダの縁は白色で、柄に対して直生から上生する。柄は上下同大で、中心に随があってかたいが、後に中空となって脆くなる。柄の表面は灰色から赤褐色で白色の微粉に覆われる。肉はごく薄く、白色から帯褐色を呈する。

## 中毒
有毒成分はコリン、アセチルコリン、シロシビン、5-ヒドロキシトリプタミンなど。幻覚症状シロシビンを含有しているシビレタケ属やヒカゲタケ属のキノコはマジックマッシュルームとして知られているが、ワライタケは一連のキノコよりは毒成分は少ないため重篤な状態に陥ることはない。誤食の例は少ない。
中毒症状は、食べると頭痛、めまい、平衡感覚の喪失、血圧低下、幻覚、精神錯乱などの中枢神経系の中毒を起こすことに加え、発汗や嘔吐、下痢、呼吸困難のムスカリン様の中毒を引き起こすといわれる。中毒事例として、沖縄で本種を1本食した11歳と12歳の男児には「しびれ・笑い出し」が表れて2時間継続し、15本から20本を食した34歳の男性には「しびれ・笑い出し・麻痺・呼吸困難」が発生し入院となり、更に「呼吸を忘れる程の愉快な気分」「光る物体、幾何学模様、魚に食べられる体験、湾岸戦争に参加する体験などの幻覚が生じる」といった症状が12時間継続した。
沖縄の中毒例から、8.8グラムの9本のキノコに含まれるシロシビンは4.1-4.7mgである。参考：ヒカゲシビレタケでは1本あたり7.28-8.86mg。
滋賀県で採取された本種のシロシビン含有成分の量は、重量当たり、0.04-0.05%であった。

## 法規制
麻薬成分シロシビンを含むため、日本では2002年に麻薬及び向精神薬取締法において麻薬原料植物として指定されており、売買はもちろん故意の採取や所持も法律で規制されている。見つけた場合は、採集してはならず、速やかに保健所や警察署に届け出なくてはならない。

## 地方名
地方により、オドリタケ、マイタケの別名もある。秋田では、バフンキノゴ、キジャキジャモダシの方言がある。

## 参考画像

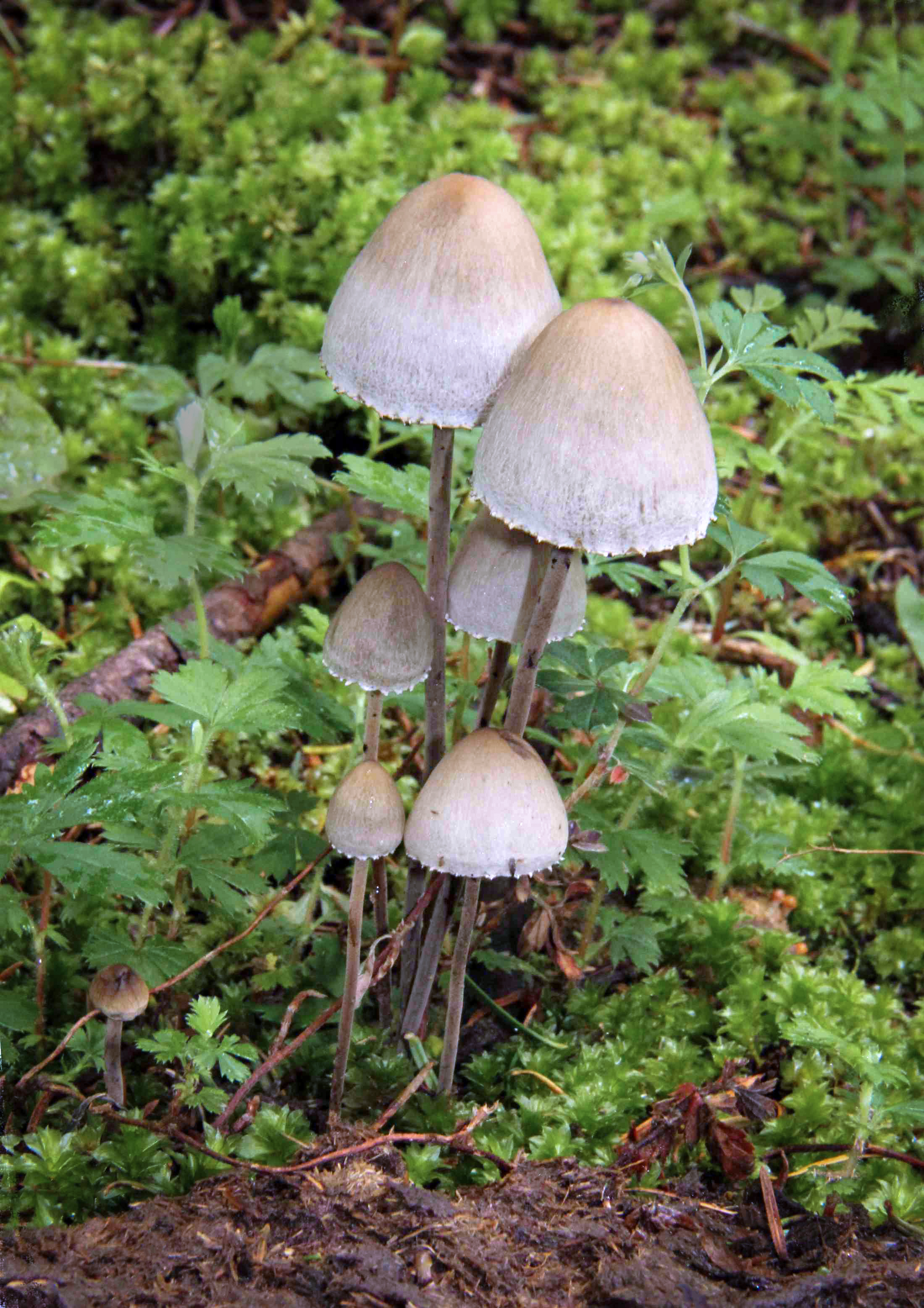
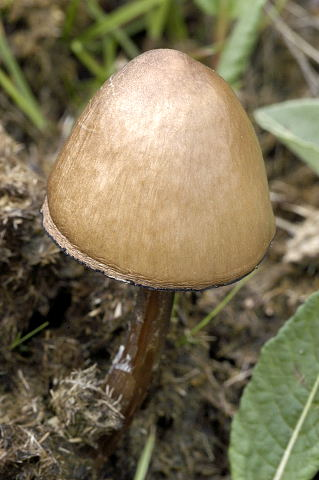
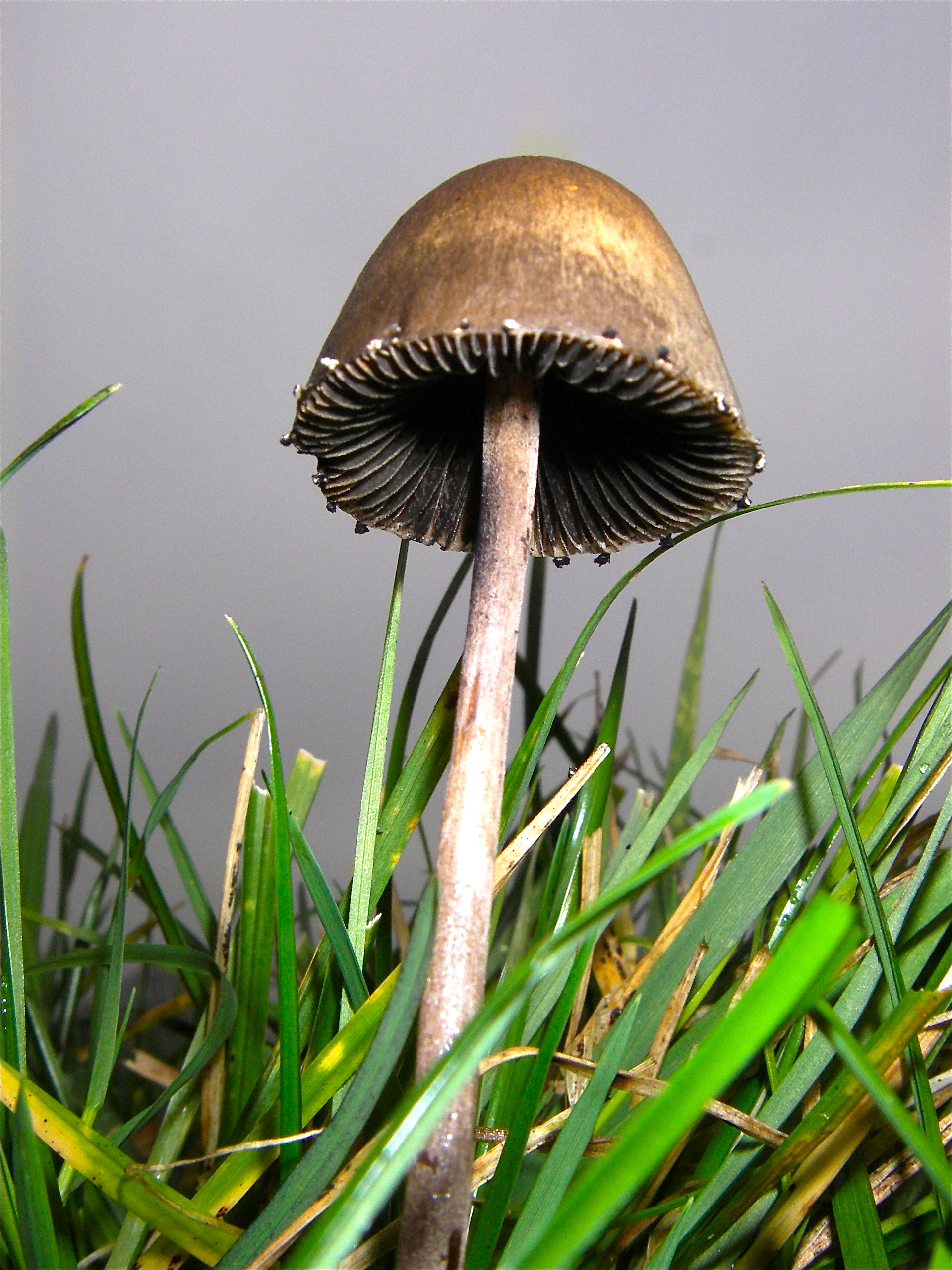
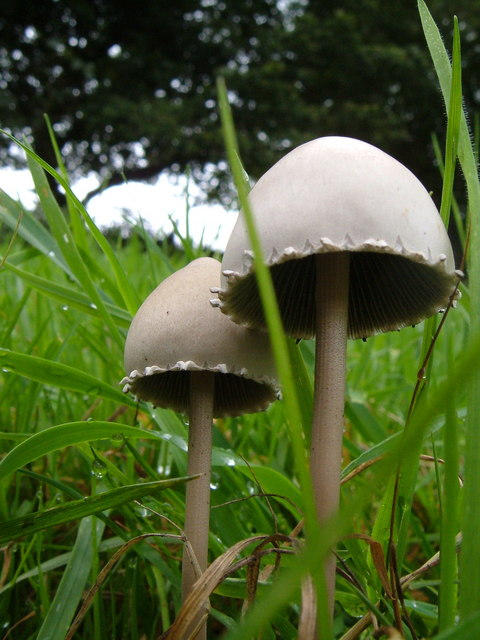
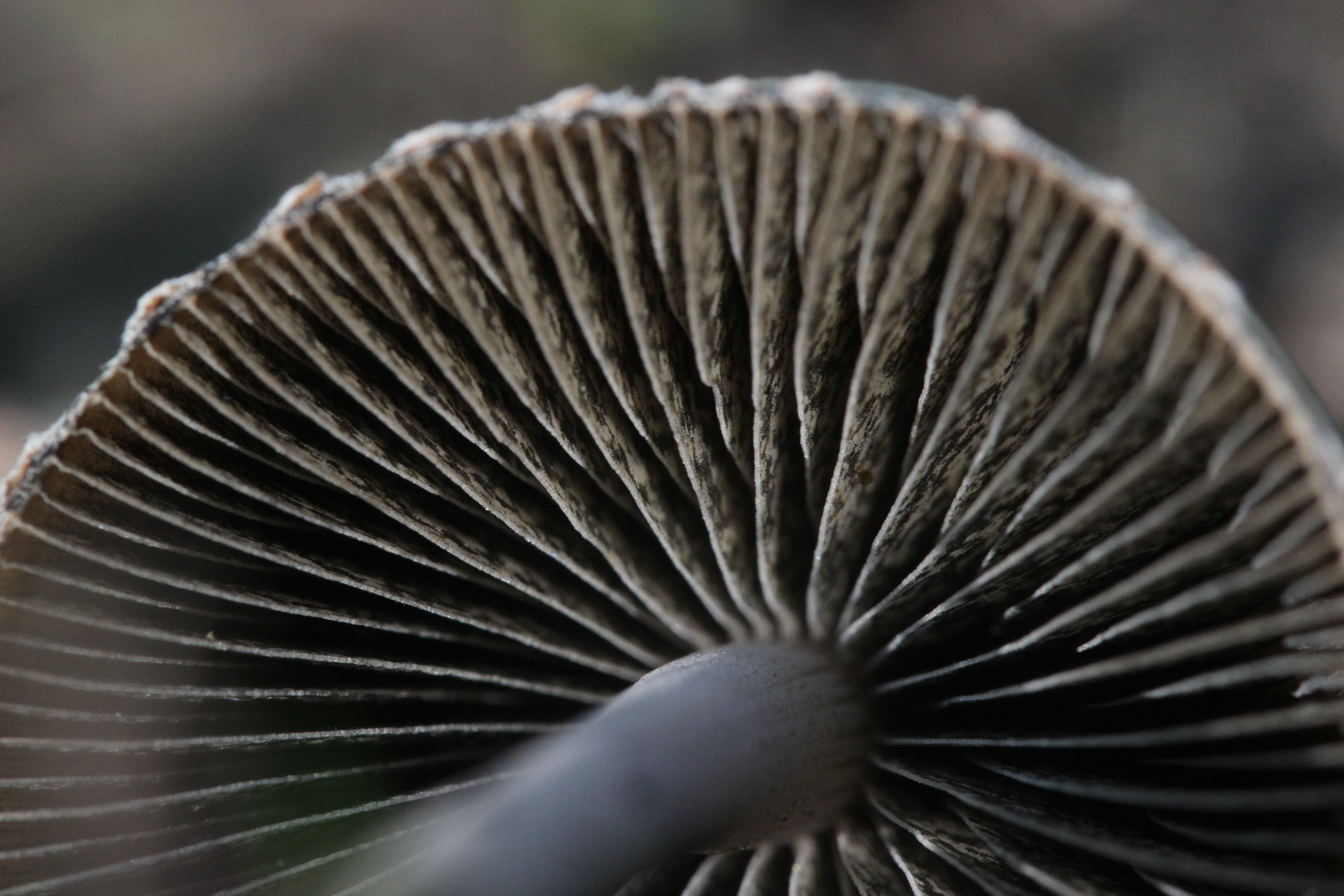
ひだは、真ん中まで通っていない小ひだが見られる。